# Órbita de transferencia geoestacionaria
Una órbita de transferencia geoestacionaria (GTO) es una órbita de transferencia de Hohmann alrededor de la Tierra en órbita baja terrestre (LEO) y órbita geoestacionaria (GEO). Es una elipse donde el perigeo es un punto en una LEO y el apogeo tiene la misma distancia a la tierra que la GEO.
Más generalmente, una órbita de transferencia geoestacionaria  es una órbita intermedia entre una LEO y una órbita geosíncrona.
Después de un lanzamiento típico, la inclinación de la OTB (el ángulo entre el plano de la órbita y el plano del Ecuador se determina por la latitud del lugar de lanzamiento y la dirección del lanzamiento. La GTO hereda la misma inclinación. La inclinación debe ser reducida a cero para obtener una órbita geoestacionaria. Esto se hace a la distancia de la GEO ya que requiere menos energía que en LEO. Esto se debe a que la delta-v necesaria ({\displaystyle \Delta v}) para un cierto cambio de inclinación {\displaystyle \Delta i} es directamente proporcional a la velocidad orbital {\displaystyle v} que es menor en su apogeo. La delta-v necesaria para un cambio de inclinación tanto en el nodo de ascenso como en el de descenso de la órbita se define como:
{\displaystyle \Delta v=2v\sin {\frac {\Delta i}{2}}}
En una GTO de un Ariane 5 con semieje mayor de 24,582 km, la velocidad del perigeo de una GTO es 9,88 km/s mientras que la velocidad del apogeo es de 1,64 km/s.
Un vehículo de lanzamiento se mueve de LEO a GEO  encendiendo un cohete en una tangente a LEO para aumentar su velocidad. Típicamente la última fase del vehículo tiene esta función. Una vez en GTO, es normalmente el satélite el que realiza la conversión a órbita geoestacionaria encendiendo un cohete en la tangente al apogeo. Por ello, la capacidad de un cohete que puede lanzar varios satélites se muestra normalmente en términos de masa a GTO más que GEO. También puede ser que el cohete tenga la opción de insertar en GEO el mismo. Esto ahorra combustible del satélite, pero reduce considerablemente la carga útil.
Por ejemplo, la capacidad (masa separada de la nave) del Delta IV:
- GTO 12 757 kg (185 km × 35,786 km a 27° de inclinación)
- GEO 6276 kg

Normalmente, la inserción en la órbita geoestacionaria se realiza en el nodo de ascenso. Esto se debe a que la mayoría de cosmódromos desde los que se lanza a GTO están situados en el hemisferio norte..
En la mayoría de casos, las últimas fases de los cohetes se dejan en GTO (algunos se dejan en GEO ), como el Proton Block DM). Si se elige el perigeo de la GTO para que sea suficientemente bajo para tener rozamiento con la atmósfera, la altitud del apogeo descenderá rápidamente y no será un peligro para los objetos en el anillo geoestacionario. La mayoría de últimas fases que se usan para llevar cargas a GTO se diseñan con este requisito.